# 知事
知事是东亚的官职名稱，現仍使用於日本與韓國，此外，知事亦是佛教、道教教職名稱。

## 官職

### 中國
- 宋代以來將各府、縣的最高長官成為知府、知縣，當時又稱「知某州事」和「知某縣事」，因此簡稱為「知事」。
- 宋朝樞密院長官也稱知樞密院事。明代廉訪司﹑通政司﹑按察司﹑鹽運司等及各州府皆置知事，秩正八品左右。
- 金朝始正式置知事，为都元帅府、大宗正府、司农司、大兴府等官署的首长，品秩正七品至正八品不等；元朝沿置，在户部、礼部、兵部、肃政廉访司（原为提刑按察司）、诸路总管府等官署中任职，品秩有正八品、从八品之别；明朝沿置品秩从七品至正九品不等；清朝沿置[1]。
- 中華民國建國初期，隨著「廢府州廳改縣」政策的施行，县行政长官的稱謂也由原本的知县改為「縣知事」，直到袁世凱執政時再度改制，使用今日的「縣長」名銜。[2][3]

### 日本
- 日本的知事（日语：／ Chiji */? ）是一級行政區（都道府縣）的行政首長職稱。称呼源自中国的知事。

### 韩国
- 韩国的知事（韩语：／ Jisa */?）是一級行政區（道）的行政首長職稱。称呼源自中国的知事。

## 宗教職務

### 佛教
概有兩個來源：
- 古代禪宗叢林仅设监院一职，总管山寺事務，後寺务漸漸繁多，又分置都寺、监寺、副寺分管；後共設有東序六知事、西序六頭首[4]，始以知事稱之，又作主事、執事、悦眾等；東序六知事即指都寺、監寺、副寺、維那（日语：都維那）、典座、直歲等六種僧職。此處的維那（全稱都維那（日语：都維那））即漢傳佛教的三綱之一，為管理寺院的僧職，主要負責對僧眾戒行的監督和教學，其他兩個爲寺主（日语：寺主）和上座。維那爲知事之一，漸以維那、知事互為異名。
- 寺中有勸募供養物的教職，稱“供養主”、“化主”。宋宣和三年禁稱“主”字，供養主改作“知事”；至建炎年間，再次避諱而改爲住持[5][6]，故有時又將知事、住持相混。

### 道教
清朝道官之一，分掌道教事务。顺治（1644－1661）年中设，归隶於江西龙虎山正一真人，由其保荐。